# Martin Krňávek
Martin Krňávek uitspraakⓘ (Ostrov nad Ohří, 11 april 1974) is een Tsjechische triatleet en aquatleet uit Karlovy Vary. Hij vertegenwoordigde zijn land op diverse grote internationale wedstrijden. Ook nam hij tweemaal deel aan de Olympische Spelen, maar won hierbij geen medailles.
Krňávek deed in 2000 mee aan de eerste triatlon op de Olympische Spelen van Sydney. Hij behaalde een dertiende plaats in een tijd van 1:49.38,01. Vier jaar later op de Olympische Spelen van Athene behaalde hij een 42e plaats met een eindtijd van 2:02.54,59.
In zijn actieve tijd was hij aangesloten bij Olympo Elite Team Brno.

## Titels
- Tsjechisch Nationaal kampioen: 1999, 2000

## Prijzen
- Europacup - 1998

## Palmares

### triatlon
- 1998: 15e EK olympische afstand in Velden - 1:53.07
- 1998: 5e WK olympische afstand in Lausanne - 1:56.14
- 1999:  ITU wereldbekerwedstrijd in Cancún
- 1999:  EK olympische afstand in Funchal - 1:49.02
- 1999: 5e WK olympische afstand in Montréal - 1:45.59
- 2000:  ITU wereldbekerwedstrijd in Tiszaujvaros
- 2000: 4e ITU wereldbekerwedstrijd in Lausanne
- 2000: 17e EK olympische afstand in Stein - 1:56.35
- 2000: 35e WK olympische afstand in Perth - 1:54.49
- 2000: 13e Olympische Spelen in Sydney - 1:49.38,01
- 2001: 4e Goodwill games
- 2001: 4e Saint Croix (1/2 IM)
- 2001:  ITU wereldbekerwedstrijd in Corner Brook
- 2001:  ITU wereldbekerwedstrijd in Tiszaujvaros
- 2001: 21e EK olympische afstand in Karlovy Vary - 2:09.12
- 2001: 18e WK olympische afstand in Edmonton - 1:49.38
- 2002: 11e ITU wereldbekerwedstrijd in St. Anthony's
- 2002: 10e ITU wereldbekerwedstrijd in Edmonton
- 2002: 4e ITU wereldbekerwedstrijd in Corner Brook
- 2002:  ITU wereldbekerwedstrijd in Tiszaujvaros
- 2002: 32e ITU wereldbekerwedstrijd in Lausanne
- 2002: 5e ITU wereldbekerwedstrijd in Nice
- 2002: 8e ITU wereldbekerwedstrijd in Funchal
- 2002: 14e WK olympische afstand in Cancún - 1:52.43
- 2003: DNF ITU wereldbekerwedstrijd in Geelong
- 2003: 33e ITU wereldbekerwedstrijd in Madrid
- 2003: 25e ITU wereldbekerwedstrijd in Nice
- 2003: 49e ITU wereldbekerwedstrijd in Hamburg
- 2003: 9e ITU wereldbekerwedstrijd in Tiszaujvaros
- 2003:  ITU wereldbekerwedstrijd in Salford
- 2003: 21e ITU wereldbekerwedstrijd in Corner Brook
- 2003: 4e ITU wereldbekerwedstrijd in Edmonton
- 2003:  EK olympische afstand in Karlovy Vary - 1:56.37
- 2003: 50e WK olympische afstand in Queenstown - 2:01.38
- 2004: 27e ITU wereldbekerwedstrijd in Salford
- 2004: 42e Olympische Spelen in Athene - 2:02.54,59
- 2005: 20e EK olympische afstand in Lausanne - 1:58.05
- 2005: 40e WK olympische afstand in Gamagōri - 1:53.09
- 2006: 4e EK olympische afstand in Autun - 1:57.42
- 2006: 17e WK olympische afstand in Lausanne - 1:53.47
- 2007: 36e EK olympische afstand in Kopenhagen - 1:55.31
- 2009: 17e  EK olympische afstand in Holten - 1:46.22
- 2012: 5e WK lange afstand - 5:44.47

### aquatlon
- 2002: 12e WK in Cancún